# Spoorlijn Waldighoffen - Saint-Louis La Chaussée
De Spoorlijn Waldighoffen - Saint-Louis La Chaussée was een Franse spoorlijn van Waldighofen naar Saint-Louis. De lijn was 20,9 km lang en heeft als lijnnummer 135 000.

## Geschiedenis
De lijn werd aangelegd door de Deutsche Heer en geopend op 10 april 1915. Reizigersverkeer werd opgeheven op 28 maart 1955, tot 1957 vond er nog goederenvervoer plaats van Waldighoffen tot Blotzheim en tot 1992 tussen Blotzheim en Saint-Louis. Tussen Waldighoffen en Blotzheim is de lijn opgebroken, tussen Blotzheim en Sain-Louis buiten gebruik.

## Aansluitingen
In de volgende plaatsen was er een aansluiting op de volgende spoorlijnen:
Waldighoffen
RFN 134 000, spoorlijn tussen Altkirch en Ferrette
Saint-Louis La Chaussée
RFN 115 000, spoorlijn tussen Strasbourg-Ville en Saint-Louis